# Franciszek Kopeczny
Franciszek Kopeczny (ur. 19 maja 1875 w Dobrej, zm. 6 września 1971) – pułkownik piechoty Wojska Polskiego.

## Życiorys
Urodził się 19 maja 1875 w Dobrej, w ówczesnym powiecie limanowskim Królestwa Galicji i Lodomerii. Ukończył cztery klasy szkoły realnej w Krakowie, a następnie Szkołę Kadetów Piechoty w Łobzowie.
Jesienią 1893 rozpoczął zawodową służbę w cesarskiej i królewskiej Armii. Został wcielony do Czeskiego Pułku Piechoty Nr 92 w Terezinie. Od 1 listopada 1894 do maja 1895 był przydzielony z macierzystego pułku do Bośniacko-Hercegowińskiego Pułku Piechoty Nr 4 w Wiedniu. Następnie pełnił służbę w 2. batalionie Czeskiego Pułku Piechoty Nr 92, który był detaszowany w Czarnogórze na stanowiskach: dowódcy fortu, oficera gospodarczego szpitala wojskowego w Hercegu Novim (wł. Castelnuovo) oraz oficera sztabu twierdzy i portu wojennego w Kotorze (wł. Cattaro). 1 marca 1900 został przydzielony z macierzystego pułku do Korpusu Żandarmerii dla Bośni i Hercegowiny na stanowisko komendanta plutonu w Derventa. W następnym roku został przeniesiony na stanowisko komendanta plutonu w Goražde, a w 1903 komendanta plutonu w Trebinje. W 1907 został przeniesiony do Bośniacko-Hercegowińskiego Pułku Piechoty Nr 3 w Budapeszcie, dwa lata później do Węgierskiego Pułku Piechoty Nr 39 w miejscowości Brod nad Sawą, a w 1912 do Węgierskiego (slawońskiego) Pułku Piechoty Nr 78 w Osijeku. W szeregach tego oddziału wziął udział w mobilizacji sił zbrojnych Monarchii Austro-Węgierskiej, wprowadzonej w związku z wojną na Bałkanach (1912–1913), a następnie walczył podczas I wojny światowej. 21 lipca 1915 dostał się do rosyjskiej niewoli. Przebywał w Łukojanowie, w ówczesnej guberni niżnonowogrodzkiej. W marcu 1918 wrócił z niewoli. W czasie służby w c. i k. Armii awansował na kolejne stopnie: kadeta-zastępcy oficera (ze starszeństwem z 1 września 1893), porucznika (1 maja 1895), nadporucznika (1 listopada 1898) i kapitana (1 maja 1909).
Od 20 stycznia 1919 został przydzielony do pełnomocnika wojskowego Państwa Polskiego w Wiedniu. 7 maja 1919 został formalnie przyjęty do Wojska Polskiego z byłej armii austriacko-węgierskiej z zatwierdzeniem posiadanego stopnia podpułkownika ze starszeństwem z 1 maja 1918. 11 czerwca 1920 jako oficer Naczelnego Dowództwa Wojska Polskiego został zatwierdzony z dniem 1 kwietnia 1920 w stopniu podpułkownika, w piechocie, w grupie oficerów byłej armii austro-węgierskiej.
27 listopada 1920 został przyjęty do Żandarmerii Wojskowej, a 16 grudnia tego roku mianowany dowódcą 1 Dywizjonu Żandarmerii w Warszawie. 3 maja 1922 został zweryfikowany w stopniu pułkownika ze starszeństwem z 1 czerwca 1919 i 3. lokatą w korpusie oficerów żandarmerii. 2 października 1923 został przydzielony z Centralnej Szkoły Żandarmerii w Grudziądzu do 1 Dywizjonu Żandarmerii na stanowisko dowódcy dywizjonu. W lipcu 1926 został przeniesiony z korpusu oficerów żandarmerii do korpusu oficerów piechoty, wcielony do 59 Pułku Piechoty w Inowrocławiu z równoczesnym przydziałem do Powiatowej Komendy Uzupełnień Inowrocław na stanowisko komendanta. We wrześniu tego roku został przeniesiony służbowo do PKU Warszawa Miasto III na okres 6 miesięcy. Z dniem 1 marca 1927 został mu udzielony dwumiesięczny urlop z zachowaniem uposażenia, a z dniem 30 kwietnia tego roku został przeniesiony w stan spoczynku. Mieszkał w Warszawie. W 1934, jako oficer stanu spoczynku pozostawał w ewidencji PKU Warszawa Miasto III. Posiadał przydział do Oficerskiej Kadry Okręgowej Nr I. Był wówczas „przewidziany do użycia w czasie wojny”.
Zmarł 6 września 1971. Spoczywa razem z żoną Stanisławą z Ostrowskich (1885–1970) na Cmentarzu Komunalnym w Bochni przy ul. Orackiej (sektor III-3-13).

## Ordery i odznaczenia
- Złoty Krzyż Zasługi 28 września 1925 „za zasługi położone na polu organizacji armji i zapewnienia bezpieczeństwa”[36][37]
- Krzyż Zasługi Wojskowej 3 klasy z dekoracją wojenną i mieczami[18]
- Krzyż Wojskowy Karola[19]
- Brązowy Medal Jubileuszowy Pamiątkowy dla Sił Zbrojnych i Żandarmerii – 1899[38]
- Krzyż Jubileuszowy Wojskowy – 1908[39]
- Krzyż Pamiątkowy Mobilizacji 1912–1913 – 1914[15]